# Recettore del glucagone
Il recettore del glucagone è un recettore proteico della massa di 62 kDa attivato dal glucagone. Appartiene alla famiglia dei Recettori accoppiati a proteine G, in particolare accoppiato alla subunità Gs alfa.
Quando il glucagone si lega al recettore, si ha una variazione conformazionale del recettore che viene così attivato. Dalla sua attivazione si ha il distacco della subunità α dalla proteina G. Questa a sua volta provvede all'attivazione dell'adenilato ciclasi, con aumento dei livelli intracellulari di cAMP.
L'atto finale della stimolazione dei recettori del glucagone da parte del glucagone stesso si traduce in rilascio di glucosio nel sangue, il che significa aumento della glicemia.
I recettori del glucagone si trovano soprattutto nel fegato, nei reni e nel tessuto adiposo (attivano la lipasi ormono-sensibile che è in grado di mobilizzare i triacilgliceroli trasformandoli in FFA che, legati all'albumina, entrano nel circolo ematico).
Non ci sono recettori per il glucagone nei miociti.